# Саханское (Одесская область)
Саханское (укр. Саханське) — село, относится к Ширяевскому району Одесской области Украины.
Население по переписи 2001 года составляло 611 человек. Почтовый индекс — 66842. Телефонный код — 4858. Занимает площадь 2,76 км². Код КОАТУУ — 5125485201.

## Местный совет
66842, Одесская обл., Ширяевский р-н, с. Саханское, ул. Ленина, 65